# Acacia phasmoides
Acacia phasmoides é uma espécie de leguminosa do gênero Acacia, pertencente à família Fabaceae.